# The Love Auction
The Love Auction è un film muto del 1919 diretto da Edmund Lawrence. Prodotto e distribuito dalla Fox Film Corporation, il soggetto si basava su He That Is Without Sin, romanzo di May Edginton. Tra gli interpreti, Virginia Pearson, Elizabeth Garrison, Gladys MacClure, Hugh Thompson, Edwin Stanley, Thurlow Bergen.

## Trama
Lea Montrose, benché innamorata di Jack Harley, sposa il ricco Dorian Vanderveer. Dopo una felice luna di miele, Vanderveer rientra a casa completamente ubriaco. Lea supera il disgusto iniziale, ma questo aumenta quando lei scopre che l'alcolismo del marito è cronico ed ereditario. Lui le promette di ravvedersi, ma i suoi continui fallimenti portano Lea a non credergli più. 
Senza speranza, Lea si unisce a una setta guidata dal dottor Studholm Charters ma si consola solo quando Jack ritorna a New York dopo aver raggiunto il successo come ingegnere. La nascita di un figlio induce Vanderveer a tentare seriamente una cura per guarire. 
Ma Charters minaccia Lea di rivelare al marito che il bambino è figlio di Jack se lei non cederà a lui. 
Vanderveer, però, a quella rivelazione, si ubriaca e poi uccide il ricattatore. 
Poi perdona la moglie e si suicida. Lea, rimasta libera, confessa a Jack di averlo sempre amato.

## Produzione
Il film fu prodotto dalla Fox Film Corporation.

## Distribuzione
Il copyright del film, richiesto da William Fox, fu registrato il 9 febbraio 1919 con il numero LP13383. Benché le riviste riportino come sceneggiatore il nome di Raymond L. Schrock, il suo nome fu tolto dai dati del copyright e sostituito con quelli di Julia Burnham e Edmund Lawrence.
Distribuito dalla Fox Film Corporation, il film uscì nelle sale cinematografiche statunitensi il 9 febbraio 1919. Non si conoscono copie ancora esistenti della pellicola che viene considerata presumibilmente perduta.